# メトロコマース
株式会社メトロコマース（英: METRO COMMERCE Co,Ltd）は、東京地下鉄（東京メトロ）グループに属する、駅売店の運営や鉄道グッズの販売を行う企業である。東京メトロの駅業務の委託も請け負っている。
東京地下鉄の完全子会社で、現法人は東京地下鉄の全額出資によって2006年（平成18年）に設立された2代目法人である。かつては東京メトログループの広告代理店事業も行っていたが、広告事業は翌2007年（平成19年）に設立されたメトロアドエージェンシーへ分社化された。

## 概要

### 歴史
帝都高速度交通営団時代の1957年（昭和32年）12月、銀座地下鉄興業株式会社として設立。1982年（昭和57年）5月、株式会社地下鉄トラベルサービスに商号変更。2004年（平成16年）4月1日の東京地下鉄株式会社設立に伴い、同年6月に株式会社メトロコマースへ商号変更し、本店所在地を東京都台東区東上野六丁目9番3号へ移転した。
2006年10月2日に会社分割（分社型新設分割）を行い、東京地下鉄株式会社の全額出資による新法人として、株式会社メトロコマース（2代）を設立した。
2007年4月1日、同じく東京地下鉄株式会社の全額出資により設立されたメトロアドエージェンシー（同年2月5日設立）へ、広告代理店事業を移管した。

### 事業内容
リテール事業
東京メトロの駅施設内で、売店「メトロス (METRO'S)」「ローソンメトロス」、フードショップなどの店舗運営やコインロッカーの管理を行う。また、東京メトロのグッズ販売を行うオンラインショップ「メトロの缶詰」の運営を行う。
ステーション事業
東京メトロから委託された駅業務、案内業務、定期券発売業務なども行う。メトロコマースには委託駅に勤務する駅員や旅客案内係などが所属している。

## 店舗
新聞・飲料・菓子などを販売する駅売店「メトロス (METRO'S) 」「ローソンメトロス」を運営する。ATMなどを設置した自動販売機型売店「オートメトロス」もある。
2015年4月24日、コンビニエンスストアのローソンと業務提携契約を締結。同年夏から「メトロス」店舗をローソンへ転換開始し、2年から3年を目処に約50店舗を「ローソンメトロス」へ転換予定とした。「ローソンメトロス」については、メトロコマースがローソンのフランチャイジーとして運営する。同年8月4日に「ローソンメトロス秋葉原店」をオープンしたのを皮切りに、順次「ローソンメトロス」への転換を進めている。
メトロスの店舗看板は、従来は赤基調（朱色に近い）に白抜きで「METRO'S」のロゴとハート型のマークが入るデザインであったが、「ローソンメトロス」に転換した店舗ではローソンと同様の看板デザインに変更された。またローソンと提携後の2010年代後半から「メトロス」店舗でもリニューアルが行われ、看板デザインが白基調に黒文字のモノトーンに変更されている。
駅ナカ店舗「メトロピア (Metro pia) 」の運営は、2021年現在、株式会社メトロプロパティーズが行っている。